# John Church Hamilton
John Church Hamilton (22 augustus 1792 - 25 juli 1882) was een Amerikaans geschiedkundige.

## Vroege leven en scholing
John Church Hamilton werd geboren als de vierde zoon en het vijfde kind van Alexander Hamilton en Elizabeth Hamilton Schuyler. Hij was elf jaar oud toen zijn vader omkwam als gevolg van een duel met vicepresident Aaron Burr.
Na zijn afstuderen aan het Columbia College in 1809, trad hij toe tot het leger. Hij deed dienst in het Amerikaanse leger tijdens de Oorlog van 1812 als tweede luitenant. John Church Hamilton was actief van maart tot juni 1814 en was adjudant van William Henry Harrison, toenmalig Generaal-majoor. William Henry Harrison zou later president worden.

## Werk
Hamilton spendeerde jaren van zijn leven aan het schrijven over zijn vader, Alexander Hamilton, en het doorlezen van de verschillende geschriften die deze achterliet na zijn dood. 'The Life of Alexander Hamilton' en 'History of the Republic of the United States of America' (wat zeven delen telde) zijn enkele werken die hij publiceerde over zijn vader.
Verschillende schrijvers probeerden het leven van Alexander Hamilton te beschrijven. Elizabeth Schuyler Hamilton deed meerdere keren beroep op schrijvers, maar nooit konden ze het werk vervolledigen voor ze het of opgaven of stierven. Hierdoor kwam het werk in John Church Hamiltons handen te liggen. Ondanks zijn harde werk kreeg zijn moeder het voltooide werk nooit te zien.
In de biografie die hij schreef over het leven van zijn vader zou hij een zekere censuur gelegd hebben in de brieven die uitgewisseld werden tussen zijn vader en John Laurens. In de biografie die Ron Chernow schreef over Alexander Hamilton, gebruikt Chernow het woord opgeschoond (vrije vertaling) voor wat John Church met de brieven deed. Een brief gedateerd april 1779 is hier het toonbeeld van. Verschillende zinnen werden doorgehaald en de woorden 'Ik mag deze hele brief niet publiceren' (vrije vertaling van 'I must not publish the whole of this') werden bovenaan de brief geschreven. Dit door een van de eersten die met het materiaal werkte en dus, volgens Chernow, erg waarschijnlijk John Church. In de conversaties tussen Alexander Hamilton en John Laurens ontbreken verschillende brieven, waarvan het niet ondenkbaar is dat ze voor John Church te expliciet waren en dus vernietigd zijn.

## Familie
John Church Hamilton was getrouwd met Maria Eliza Hamilton (geboren van den Heuvel), dochter van Jan Cornelis van den Heuvel en Charlotte Augusta Apthorp. Samen kregen ze zeven kinderen.
- Alexander Hamilton (1815 - 1907)
- Charlotte Augusta Hamilton (1819 - 1896)
- Schuyler Hamilton (1822 - 1903)
- Adelaide Hamilton (1830 - 1915)
- Elizabeth Hamilton Cullum (1831 - 1884)
- Laurens Hamilton (1834 - 1858)
- Alice Hamilton (1838 - 1905)

## Overlijdensbericht
Het volgende overlijdensbericht voor John Church werd in de New York Times gepubliceerd:

John Church Hamilton, a son of Alexander Hamilton, the first Secretary of the Treasury of the United States, died early yesterday morning in the Stockton cottage, on Ocean Avenue, Long Branch. He had been failing from extreme old age for several months, but the immediate cause of his death was a complication of jaundice and catarrh. Mr. Hamilton was born in Philadelphia in 1792, while his father was Secretary of the Treasury and was only 14 years old when the latter was killed in the famous duel with Aaron Burr. He graduated from Columbia College in this city in 1809 and afterwards studied law. Subsequently he entered the United States Army and during the War of 1812 served as Aide-de-camp on the staff of Major General Harrison. He does not appear, however, to have been actually engaged in the field. In June, 1814, he resigned his position in the Army and returned to private life. He did not apply himself to the practice of law, but, having strong literary tastes, devoted himself to the study of history, with a view to writing his father's life. Between 1834 and 1840 he published the "Memoirs of the Life of Alexander Hamilton," in two volumes, octavo, which brought Hamilton's life down to the adoption of the Federal Constitution. Two more volumes were expected but did not appear. In 1851 he published "The World of Alexander Hamilton" in 7 volumes, octavo, and in 1858 "A History of the Republic as Traced in the Writings of Alexander Hamilton" in 2 volumes, octavo.(ed. note: These titles are not correct). He also published an edition of The Federalist, with notes and comments, which was highly praised by the late Horace Greeley. Mr. Hamilton's opinions on economical subjects were at different times solicited by Judge (William) Lawrence, First Controller of the Treasury; General Grant and latterly, by President Arthur. In politics, Mr. Hamilton was at first a Whig and afterwards an ardent Republican. He, however, never held an office, although he was years ago an unsuccessful candidate for Congress in a district of this city. Not quite two years ago Mr. Hamilton presented to this city the statue of Alexander Hamilton which stands upon a little knoll in Central Park near the Metropolitan Museum of Art. At the unveiling of the statue, on Nov. 22, 1880, Mr. Hamilton said: "Upon a base of granite rock with a tracing of forest trees marking its central position and valuing the sympathies of this distinguished assemblage, I present it to this great Metropolis through your honor, (Edward Cooper) its esteemed Mayor. Though preferring it were the act of others, I may be permitted to avow a trust near the close of a century of our natural existence, time having developed the utility of his public services and the lessons of his polity, that this memorial may aid in their being recalled and usefully appreciated under the blessing of a Constitution ordained and established by the people of the United States of America. " Mr. Hamilton married a daughter of John Cornelius Van den Huevel, a prominent and wealthy merchant of this city. His wife died in 1872. 9 Children survive him. The sons are General Schuyler Hamilton, who served with distinction in the Mexican War and also the War of the Rebellion; Judge Charles Hamilton, of the Supreme Court of Wisconsin (ed. note: He was actually a judge on one of the circuit courts); William G. Hamilton, the consulting engineer of the Pennsylvania Railroad Company; and Alexander Hamilton of Westchester County. One of his daughters married Major General Halleck, and, after his death Major General George Cullum. Another is the wife of ex-Judge Charles A. Peabody. Three of his daughters - Charlotte A., Adelaide, and Alice- are unmarried. Mr. Hamilton's remains were brought to this city from Long Branch yesterday afternoon. The funeral services will be held in Trinity Church at 12 [PM] tomorrow."